# Joanne Burgess
Joanne Burgess est historienne et professeure au Département d'histoire de l'Université du Québec à Montréal. Elle dirige le Laboratoire d’histoire et de patrimoine de Montréal, qu'elle a aussi fondé. Ses champs de spécialités comprennent, entre autres, l'histoire et le patrimoine urbain, l'histoire de Montréal, et l'histoire socio-économique québécoise / canadienne du 19e et 20e siècles.

## Parcours académique
Ses études supérieures, maîtrise et doctorat, sont réalisés à l'Université du Québec à Montréal. Son mémoire de maîtrise porte sur le développement de l’industrie de la chaussure à Montréal au milieu du XIXe siècle, et son doctorat traite du travail et de la vie des artisans du cuir à Montréal de 1790 à 1831. En 1981, elle devient professeure à la même institution.
Dans ce vaste domaine de l'histoire socio-économique, c'est l'histoire du travail et de l'industrialisation à Montréal, entre 1840 et 1960, qui est au coeur de son travail de recherche. Elle y traite, entre autres, des activités portuaires, du Vieux-Montréal, du développement de l’industrie de l’alimentation et de la culture ouvrière.

## Histoire et patrimoine
« À la maternelle, je me suis d’abord intéressée aux sciences économiques », raconte-t-elle, « mais bien vite, en voyant les différentes traces laissées dans la ville au cours des ans par le développement industriel, je me suis passionnée pour l’histoire », raconte l'historienne lors d'un entretien avec le journaliste Michel Bélair du quotidien Le Devoir. Puis, elle poursuit en affirmant qu'au delà de la production historique de nature académique « ce qui est plus important encore que tout cela, c’est de déborder de la sphère universitaire et de faire connaître nos recherches en communiquant clairement et efficacement ».
Son intérêt pour le partage des connaissances et le patrimoine urbain l'amènera au cours de sa carrière à collaborer régulièrement avec de nombreuses institutions, dont la Ville de Montréal ou des institutions muséales. Elle a agi, entre autres, comme commissaire d'expositions à l’Écomusée du fier monde et au Musée McCord.

## Publications (sélection)
- 1992 : Joanne Burgess (e.a.), Clés pour l'histoire de Montréal, Montréal, Boréal, 247 p.
- 2003 : « L'historien, le musée et la diffusion de l'histoire », Revue d'histoire de l'Amérique française, vol. 57, p.33-44[5].
- 2004 : « Le centre victorien : commerce et culture”, dans L’histoire du Vieux-Montréal à travers son patrimoine.
- 2008 : Une histoire illustrée du faubourg Saint-Laurent (2009) ; Imperial Tobacco Canada, 1908-2008 (avec Marc Choko)
- 2010 : « L’histoire au cœur de la cité : l’expérience du Laboratoire d’histoire et de patrimoine de Montréal », dans Museos y parques naturales : comunidades locales, administraciones publicas y patrimonializacion de la cultura y la naturaleza.
- 2010 : Le Vieux-Montréal, un « quartier de l’histoire » ?, (direction avec P.-A. Linteau)
- 2013 : « La recherche historique au Québec : quel rôle pour le musée », revue Musées, vol. 31.

## Prix et distinctions
- 2015 : Prix Acfas André-Laurendeau, destiné aux travaux en sciences humaines[3]
- 2016 : Nommée au Cercle d’excellence de l’Université du Québec
- 2017 : Chevalière de l'Ordre de Montréal[2]